# 手笛
手笛（てぶえ）とは、両手を組み合わせて作った空洞に息を吹き込む事で音を鳴らす技術。

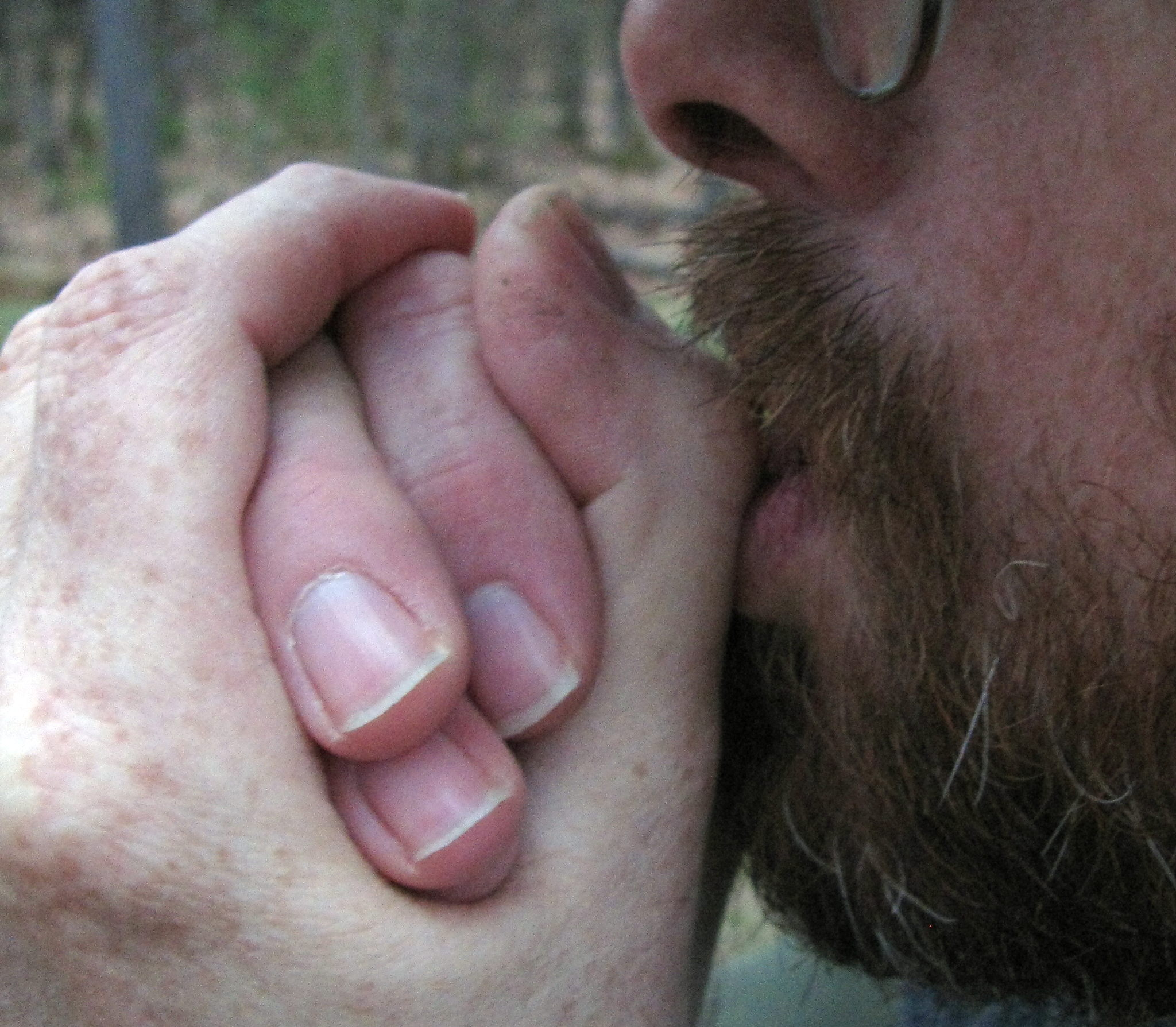

## 概要
手笛とは、両手を組み合わせて作った空洞に息を吹き込み音を鳴らすもので、共鳴の場所が違う口笛や指笛とは異なるものである。
手の中に空洞を作り息を吹き込んで鳴らす形さえ成立すれば様々な組み合わせ方で音を鳴らすことが出来る。
その音色から、ハンドオカリナ・鳩笛、海外ではハンドホイッスルなどと呼ばれることもある。
また手の組み合わせ方によっても呼び方が変わることがあるが、それらは見た目などから通称で呼ばれたものであって、正式名称ではない。

## 方法
手笛を鳴らす方法は複数あり、基本的にはどれも両手を互いに組み合わせ、その中に空洞を作り息を吹き込む方法が一般的である。
以下のものは一部の例である。
おにぎりを握るような形
ノーマル（またはのーまるというひらがな表記）などと呼ばれる
森光弘氏による分類ではこの形がハンドオカリナとされる
片手を軽く握り、もう片方の手で包むように組み合わせる形
バレーボールのアンダーハンドパスのような形
その見た目から、アンダーハンドパスと呼ばれることもある
手の指を組んで空洞を作る形
手の組み方がお祈りをする時の形に似ているため、「お祈り」と呼ばれることもある。
またこの形をさらに発展させ、森光弘が楽器または奏法として確立、造語として命名したものが「ハンドフルート」である。

## 用途
鳩やフクロウの鳴き真似や、鳥獣類を呼び寄せるための「鳩笛」として用いられることがある。
また手の組み方を調節し空洞の大きさを変えたり、空洞に隙間を作ることで(音孔)、広い音域を作り、演奏することが可能となる。上級者は2.5オクターブ以上の音域を持つ。